# Trường Đại học Đồng Tháp
Trường Đại học Đồng Tháp (tiếng Anh: Dong Thap University, viết tắt: DThU) là một trường đại học công lập đa ngành, tọa lạc tại thành phố Cao Lãnh, tỉnh Đồng Tháp. Với tiền thân là Trường Cao đẳng Sư phạm, đây là một trong những trung tâm đào tạo, bồi dưỡng giáo viên và cán bộ quản lý giáo dục uy tín, đồng thời là một cơ sở nghiên cứu khoa học và chuyển giao công nghệ của khu vực Đồng bằng sông Cửu Long.

## Lịch sử hình thành
Trường Đại học Đồng Tháp tiền thân là Trường Cao đẳng Sư phạm Đồng Tháp, ngày 10 tháng 1 năm 2003, Phó Thủ tướng Chính phủ Phạm Gia Khiêm đã ký Quyết định số 08/2003/QĐ – TTg, nâng cấp thành Trường Đại học Sư phạm Đồng Tháp.
Đến ngày 4 tháng 9 năm 2008, Phó Thủ tướng Chính phủ Nguyễn Thiện Nhân đã đồng ý cho phép đổi tên Trường Đại học Sư phạm Đồng Tháp thành Trường Đại học Đồng Tháp.

## Chất lượng đào tạo

### Kiểm định chất lượng đào tạo
Đại học Đồng Tháp đã được hệ thống Đại học Quốc gia kiểm định và chứng nhận về chất lượng đào tạo vào năm 2017. Trở thành Đại học đầu tiên của vùng ĐBSCL đạt chuẩn kiểm định chất lượng giáo dục này.

### Đội ngũ giảng viên
Tính đến tháng 12/2020, Trường đang có 543 viên chức và nhân viên; trong đó có 414 viên chức giảng dạy (394 giảng viên và 20 giáo viên), với 11 phó giáo sư, 82 tiến sĩ, 51 nghiên cứu sinh và 301 thạc sĩ. Tỉ lệ giảng viên có trình độ sau đại học là 100%.

## Các ngành đào tạo (2023)
1. Giáo dục Mầm non (Trình độ Cao đẳng và Đại học)
2. Giáo dục Tiểu học (Trình độ Đại học)
3. Giáo dục Chính trị (Trình độ Đại học)
4. Giáo dục Thể chất (Trình độ Đại học) – Giáo dục Quốc phòng và An ninh (Trình độ Đại học)
5. Sư phạm Toán học (Trình độ Đại học)
6. Sư phạm Tin học (Trình độ Đại học)
7. Sư phạm Vật lý (Trình độ Đại học)
8. Sư phạm Hóa học (Trình độ Đại học)
9. Sư phạm Sinh học (Trình độ Đại học)
10. Sư phạm Ngữ văn (Trình độ Đại học)
11. Sư phạm Lịch sử (Trình độ Đại học)
12. Sư phạm Địa lý (Trình độ Đại học)
13. Sư phạm Âm nhạc (Trình độ Đại học)
14. Sư phạm Mỹ thuật (Trình độ Đại học)
15. Sư phạm Tiếng Anh (Trình độ Đại học)
16. Sư phạm Công nghệ (Trình độ Đại học)
17. Sư phạm Khoa học tự nhiên (Trình độ Đại học)
18. Sư phạm Lịch sử và Địa lý (Trình độ Đại học)
19. Việt Nam học (Hướng dẫn viên du lịch; Quản lý Nhà hàng và Khách sạn) (Trình độ Đại học)
20. Ngôn ngữ Anh (Biên-phiên dịch; Tiếng Anh kinh doanh; Tiếng Anh du lịch) (Trình độ Đại học)
21. Ngôn ngữ Trung Quốc (Ngôn ngữ Trung Quốc; Ngôn ngữ Trung-Anh) (Trình độ Đại học)
22. Quản lý văn hóa (Sự kiện và truyền thông) (Trình độ Đại học)
23. Quản trị kinh doanh (Trình độ Đại học)
24. Tài chính – Ngân hàng (Trình độ Đại học)
25. Kế toán (Trình độ Đại học)
26. Khoa học Môi trường (Môi trường; An toàn sức khỏe môi trường) (Trình độ Đại học)
27. Khoa học Máy tính (Công nghệ phần mềm; Mạng máy tính và an ninh) (Trình độ Đại học)
28. Nông học (Bảo vệ thực vật; Trồng trọt; Chăn nuôi thú y và thủy sản) (Trình độ Đại học)
29. Nuôi trồng thủy sản (Trình độ Đại học)
30. Công tác xã hội (Trình độ Đại học)
31. Quản lý đất đai (Trình độ Đại học)
32. Giáo dục Công dân (Trình độ Đại học)
33. Toán Tiếng Anh (Sư phạm Toán học - Trình độ Đại học)
34. Tâm lý học giáo dục (Trình độ Đại học)
35. Địa lý học (Địa lý du lịch) (Trình độ Đại học)
36. Kinh doanh quốc tế (Trình độ Đại học)
37. Quản lý công (Trình độ Đại học)
38. Luật (Trình độ Đại học)
39. Công nghệ sinh học (Trình độ Đại học)
40. Công nghệ thông tin (Trình độ Đại học)
41. Quản lý tài nguyên và môi trường (Trình độ Đại học)

## Các Phòng ban - Trung tâm
- Tổ chức cán bộ
- Phòng Hành chính - Tổng hợp
- Phòng Công tác sinh viên - Truyền thông
- Phòng Hợp tác quốc tế
- Phòng Đào tạo
- Phòng Thiết bị và XDCB
- Phòng Thanh tra - Pháp chế
- Phòng Bảo đảm chất lượng
- Phòng Đào tạo Sau đại học
- Phòng Khoa học và Công nghệ
- Phòng Kế hoạch - Tài chính
- Trung tâm học liệu Lê Vũ Hùng
- Trung tâm Dịch vụ
- Trung tâm Ngoại ngữ và Tin học
- Trung tâm Liên kết đào tạo - Bồi dưỡng nghề

## Thành tích[3]

### Huân chương
- Huân chương Độc lập hạng Ba năm 2009
- Huân chương Lao động hạng Nhất năm 2003
- Huân chương Lao động hạng Nhì năm 1997
- Huân chương Lao động hạng Ba năm 1985.

Cờ thi đua, bằng khen
- Cờ thi đua của UBND tỉnh về thành tích hoàn thành xuất sắc nhiệm vụ dẫn đầu trong phong trào thi đua yêu nước năm 2008.
- Bằng khen của Thủ tướng chính phủ tặng đơn vị có nhiều thành tích trong công tác giáo dục và đào tạo từ năm 2004 đến 2007 góp phần vào sự nghiệp xây dựng Chủ nghĩa xã hội và bảo vệ Tổ quốc.
- Bằng khen của Bộ Giáo dục và Đào tạo tặng đơn vị hoàn thành xuất sắc nhiệm vụ năm học: 2008 – 2009, 2009 – 2010, 2010 – 2011, 2011 – 2012, 2012 – 2013, 2013 – 2014, 2014 - 2015, 2015 - 2016.
- Liên tục đạt danh hiệu Tập thể LĐXS cấp Bộ từ năm 2003 đến 2016.